# Upplands runinskrifter 932
Upplands runinskrifter 932 är en runsten som nu är uppställd i Universitetsparken bakom Gustavianum i Uppsala, Uppland. Runstenen är 1,7 meter hög och 0,6 meter bred. Runhöjden är 7 centimeter.
Stenen står tillsammans med åtta andra runstenar: U 489, U 896, U 937, U 938, U 939, U 940, U 943 och U 1011.

## Stenen
Runstenen avritades 1643 och den fanns då "Vnder Vpsala Domkyrke mur sunnan till". På 1850-talet togs stenen loss ur väggen. Stora partier av runslingorna längs stenens kanter har under tiden blivit bortslagna. Stenen är ristad på tre sidor. På två av dem finns runtexter, på den tredje ornamentik i form av ett kristet kors. Den översatta inskriften följer nedan:

## Inskriften
Runor:
Sida A (vänstra sidan):

ᛘᚢᛚᛁ___ᛁᛏᛅᛋᛏᛁᚾᚦᛁᚾᚭ᛫ᛅᚠᛏᛁᛦ᛫ᛋᚢᛅᚱᛏᚼᚦᛅᛒᚱᚢᚱᛋᛁᚾ᛫ᚭᛋᛘᚢᚾᛏᚱ᛫ᛁᚾᚴᛁᛅᛚᛏ
Sida B (mellersta sidan):

ᛘᚢᛚᛁ᛫ᛅᚢᚴᚢᛁ__ᛅ_ᛁᚼ___ᛅᛋᛏᚱ᛫ᛅᚢ___᛫ᚦ__ᚼ᛫ᛚᛁᛏᚢᚱᛁᛏᛅ᛫ᛋᛏᛁᚾᚦᛁᚾᚭ᛫ᛅᚠᛏᛁᛦᛋᚢᛅᚱᛏᚼᛅᚠ___ᚴ_ᛋᚢᚦᚱᛒᛁ
Translitterering av runraden:
§A muli ' u... ...--------... -ita stin þino ' aftiʀ ' suarthþa brur sin osmuntr ' inkialt 
§B muli ' auk| |kun(i)... (a)-- ih...-astr ' au- ----... ...- ' þ--h litu rita ' stin þino ' aftiʀ suarthaf-... ...k-| |- suþrbi
Normalisering till runsvenska:
§A Muli ... ... [r]etta stæin þenna æftiʀ Svarthaufða, broður sinn. Asmundr. Ingiald/Ingialdr. 
§B Muli ok Gunn...(?) o[k] Ig[ulf]astr(?) o[k] ... ... þ[au]n letu retta stæin þenna æftiʀ Svarthauf[ða by]gg[i i] Suðrby.
Översättning till nusvenska:
§A Mule ... uppreste denna sten efter Svarthövde, sin bror. Åsmund. Ingjald. 
§B Mule och ... de lät uppresa denna sten efter Svarthövde (som bodde i) Söderby.
Det finns flera Söderby nära Uppsala. Man vet inte vilken av platserna som runtexten åsyftar. Runstenen är skapad av runmästaren Åsmund Kåresson. Med sina tre ristade sidor liknar den U 884 som också är signerad av Åsmund. Ingjald har möjligen fungerat som biträdande ristare på denna ristning.

## Bildgalleri

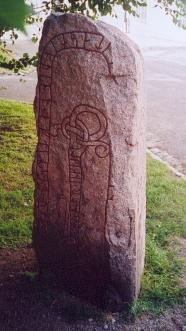
U 932, vänster sida.
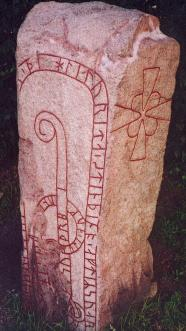
U 932, höger sida.
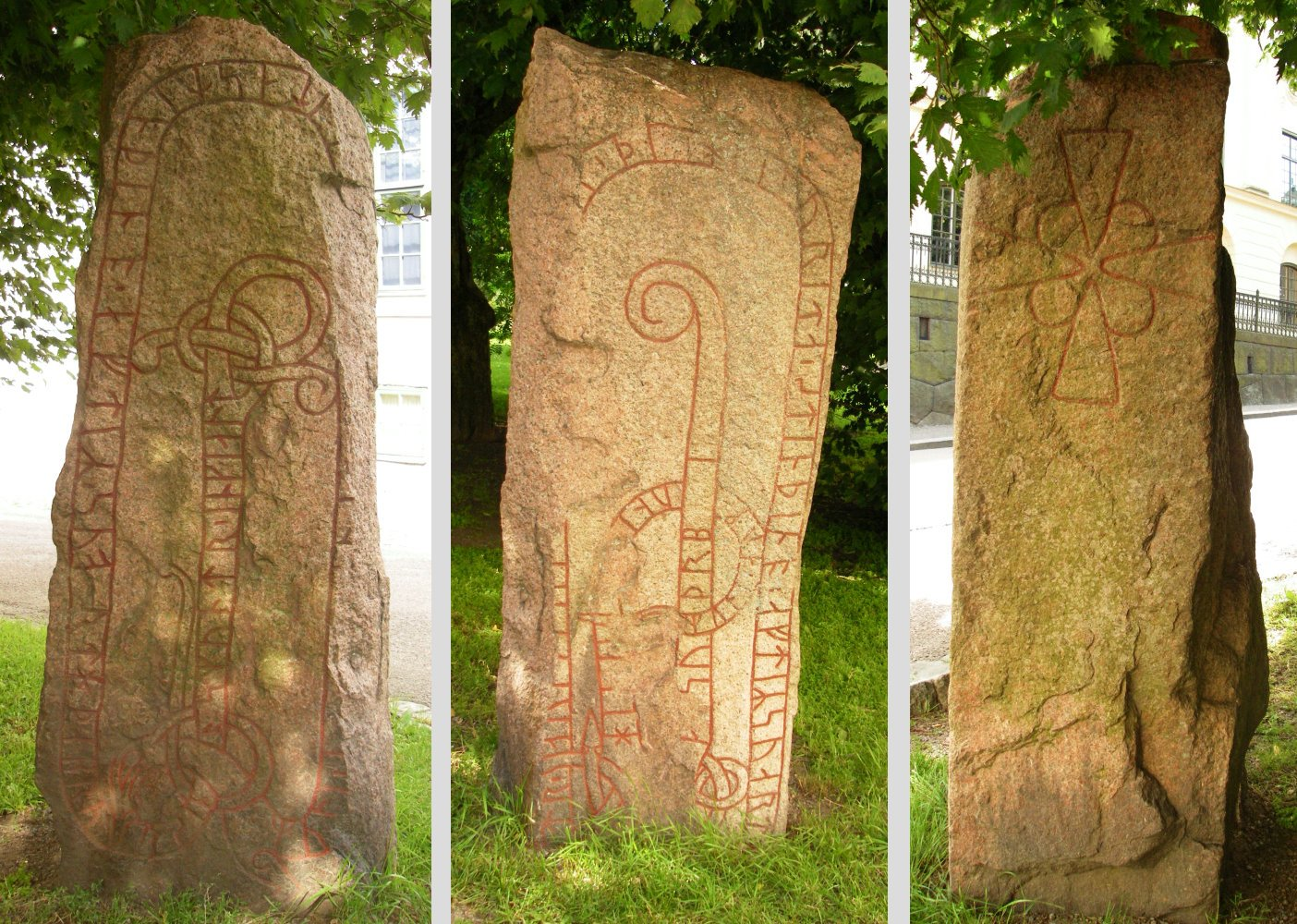
U 932, komposition, år 2009